# Feldpost (Schweizer Armee)

Der Feldpostdienst der Schweizer Armee ist der Logistikbasis der Armee unterstellt. Er wurde 1889 eingeführt und organisiert die Postversorgung der Schweizer Militärangehörigen. Zur Zeit des Zweiten Weltkrieges war er ausserdem für den Postdienst der ausländischen Militärangehörigen zuständig, die in der Schweiz interniert waren.

Feldpoststempel Swisscoy

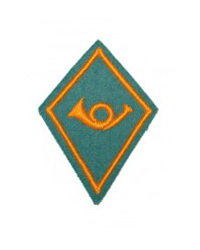
Kragenspiegel Feldpost

## Geschichte der Feldpost bis zum Zweiten Weltkrieg

Schwerbeladene Postsoldaten auf Skiern (1914–18)

Effizientes Verfahren beim Umladen der Paketpost für franz. Kriegsgefangene im Bahnhof Basel (1914–18)

Die Grenzbesetzung im Deutsch-Französischen Krieg von 1870/71 zeigte das Fehlen einer militärischen Feldpost auf, da die zivile Post und die improvisierte Feldpost mit dem hohen Postaufkommen überfordert waren. Die neue Bundesverfassung von 1874 gab dem Bundesrat die Kompetenz, die Armee zu zentralisieren und neu zu organisieren. Der Bundesrat schuf infolgedessen 1880 das Amt des Feldpostdirektors und erliess am 13. August 1889 die „Verordnung betreffend die Feldpost“, womit die Feldpost Teil der Armee wurde. Da der Personalbestand der Feldpost zu Beginn des Ersten Weltkriegs zu tief war, wurde er rasch aufgestockt und erreichte im Jahr 1918 Bataillonsstärke (1017 Mann). Ausserdem verfolgte man eine Professionalisierungsstrategie, indem uniformierte Postbeamte von ihren bisherigen Einheiten freigestellt und in die Feldpost integriert wurden. 
Eine wichtige Rolle spielte die Zusammenarbeit der Feldpost mit dem Internationalen Komitee des Roten Kreuzes (IKRK), die gemeinsam die Postvermittlung für Kriegsgefangene im Ausland und internierte Soldaten im Inland übernahmen. Im Zuge der angepassten Truppenorganisation übernahm die Armee das gesamte Korpsmaterial der Feldpost, das bis anhin der Oberpostdirektion gehörte.

## Der Feldpostdienst im Zweiten Weltkrieg
Der Feldpostdienst umfasste im Zweiten Weltkrieg sowohl den Postdienst für die Schweizer Armeetruppen als auch denjenigen für die zahlreichen in der Schweiz internierten ausländischen Armeeangehörigen.

### Feldpostdienst der Schweizer Truppen
Bei der Mobilmachung am 2. September 1939 war der Feldpostdienst besser vorbereitet als zu Beginn des Ersten Weltkriegs. Feldpostdirektor Hans Frutiger verfügte über eine zeitgemässe Organisation und ausgebildetes Personal. Die neun Divisionen und drei Gebirgsbrigaden erhielten wie der Armeestab eine eigene Feldpost. Hinzu kamen 17 Sammelfeldposteinheiten, die innert kurzer Zeit auf über 40 Einheiten aufgestockt wurden. Die Feldpost konnte wenn nötig rund um die Uhr Einsatz leisten. Um das hohe Postaufkommen zu bewältigen, erhielt die Feldpost 1940 erstmals 125 Angehörige des Frauenhilfsdienstes (FHD) und eigene Motorfahrer zugeteilt. Die Feldpost erreichte dadurch am 1. Januar 1945 mit 2744 Angehörigen praktisch Regimentsstärke.
Im Unterschied zu zahlreichen anderen Truppenteilen konnte sich die Feldpost – wie die Verpflegungstruppen – ab 1940 nicht ins sogenannte Réduit zurückziehen, da der Postbetrieb flächendeckend aufrechterhalten werden musste. Meist waren die Feldpoststellen in Turnhallen oder ähnlichen Gebäuden untergebracht. Wie bereits im Ersten Weltkrieg bildete die Eisenbahn das Rückgrat des Posttransports. Insgesamt beförderte die Feldpost von 1939 bis 1945 knapp 150 Mio. Pakete und Wäschesäcklein sowie knapp 450 Mio. Briefe, Postkarten und Zeitungen.

### Feldpostdienst in den Internierungslagern (1939–1946)

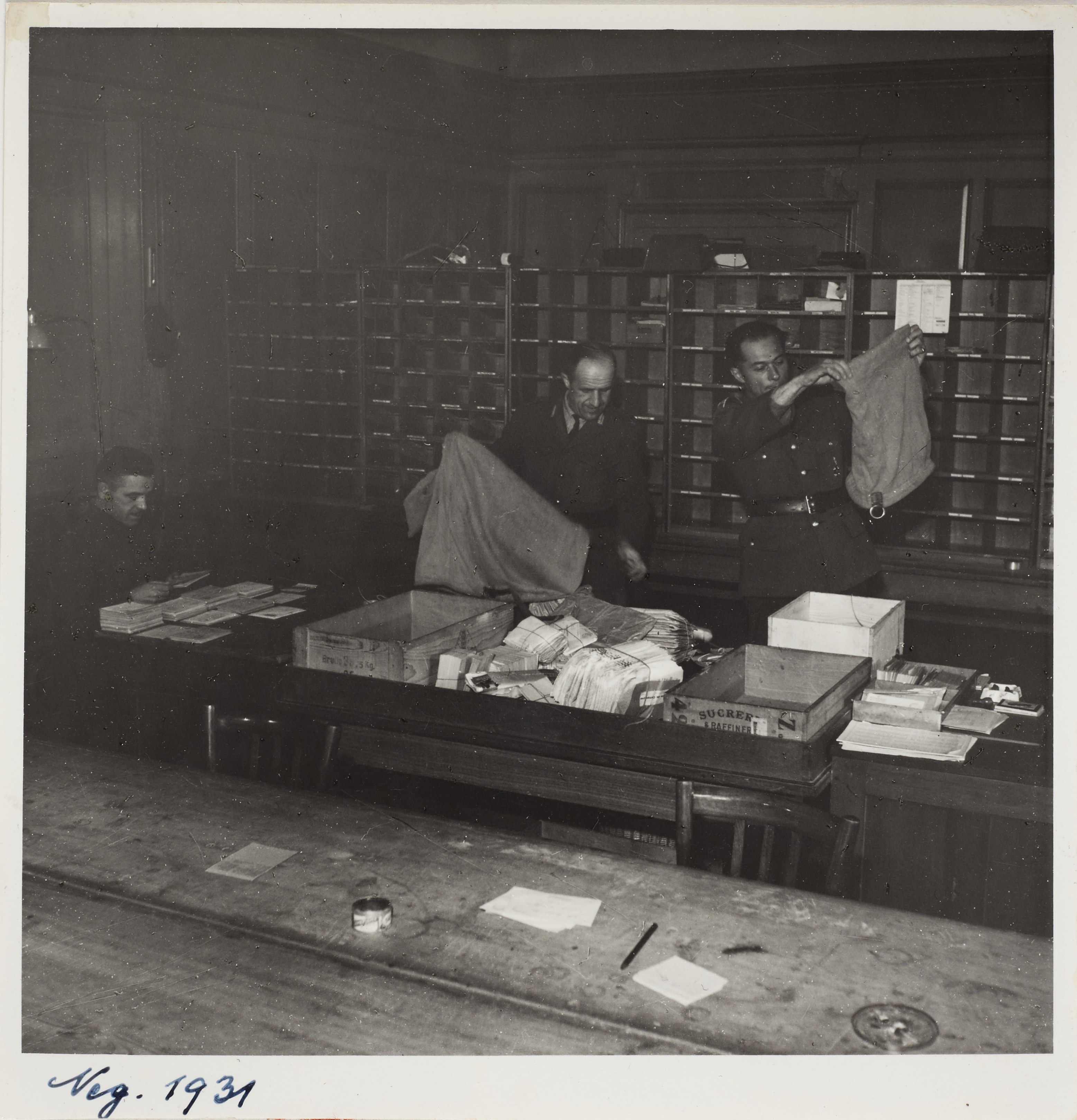
Interniertenpost Schweiz, ca. 1939 – 1945. Innenansicht Büroraum, Personen beim Leeren der Postsäcke und beim Sortieren der Post.

#### Organisation
Die Feldpost organisierte ab Juni 1940 den Postverkehr der Internierten. Zuvor waren nur wenige Personen in der Schweiz interniert. Während des Kriegs wurden insgesamt rund 24 Mio. Sendungen von und für Kriegsinternierte verschickt. Obwohl die Schweiz nicht dazu verpflichtet gewesen wäre, gewährte sie den Internierten gleich wie den Schweizer Armeeangehörigen die Portofreiheit.
Der grenzüberschreitende Postverkehr wurde vom Feldpostdienst in enger Zusammenarbeit mit dem IKRK organisiert. Dabei ergaben sich bedingt durch die Kriegsereignisse immer wieder logistische Schwierigkeiten bei der Zustellung der Postsendungen, so beispielsweise durch die Bombardierung der deutschen Bahnlinien durch die Alliierten.
Ein Problem für den Feldpostdienst stellten die häufigen Lagerwechsel dar, die sich unter anderem aus den Arbeitseinsätzen der Internierten ergaben. Aus diesem Grund verfügte das Betriebsbüro der Interniertenpost in Münchenbuchsee über eine Personenkartei sämtlicher Internierter, an denen in den Kriegsjahren über eine halbe Million Mutationen vorgenommen werden mussten. (Post-)Arbeiten, welche die Internierten betrafen, wurden wann immer möglich von diesen selber ausgeführt. So waren beispielsweise Internierte als Postordonnanzen tätig. Die Regeln für den Postbetrieb wurden in den sogenannten Postbefehlen festgehalten, die in zahlreichen Sprachen erschienen.

#### Zensur
Am 25. Juni 1940 verfügte der Kommissär für Internierungen des Armeekommandos die vollständige Zensur der ein- und ausgehenden Interniertenpost. Die in Bern eingerichtete Zensurstelle war durch das hohe Postaufkommen häufig überlastet, was zu Verzögerungen bei der Zustellung führte. Der Feldpostdirektor, Oberst Hans Frutiger, beantragte deshalb bereits am 21. August 1940 die Aufhebung der generellen Zensur der Interniertenpost und verlangte eine Beschränkung auf bestimmte Personengruppen. Obwohl er sein Anliegen mehrfach erneuerte, blieb Frutiger erfolglos.
Gemäss Postbefehl war es den Internierten nicht erlaubt, die Zivilpost zu benutzen, sich Post an Privatadressen schicken zu lassen oder ein Pseudonym zu benutzen. Sämtliche Briefe an und von Internierten durften erst zugestellt werden, wenn ein Zensurstreifen mit der Aufschrift „Geöffnet, Zensurstelle für Interniertenpost“ darauf angebracht war. Pakete kontrollierten die Lagerkommandanten vor Ort im Lager. Den Transport der Postsachen übernahm die Zivilpost. Die Militärzensur wurde in der Schweiz mit dem 20. Dezember 1945 erst vergleichsweise spät aufgehoben.

## Feldpostdienst nach 1946

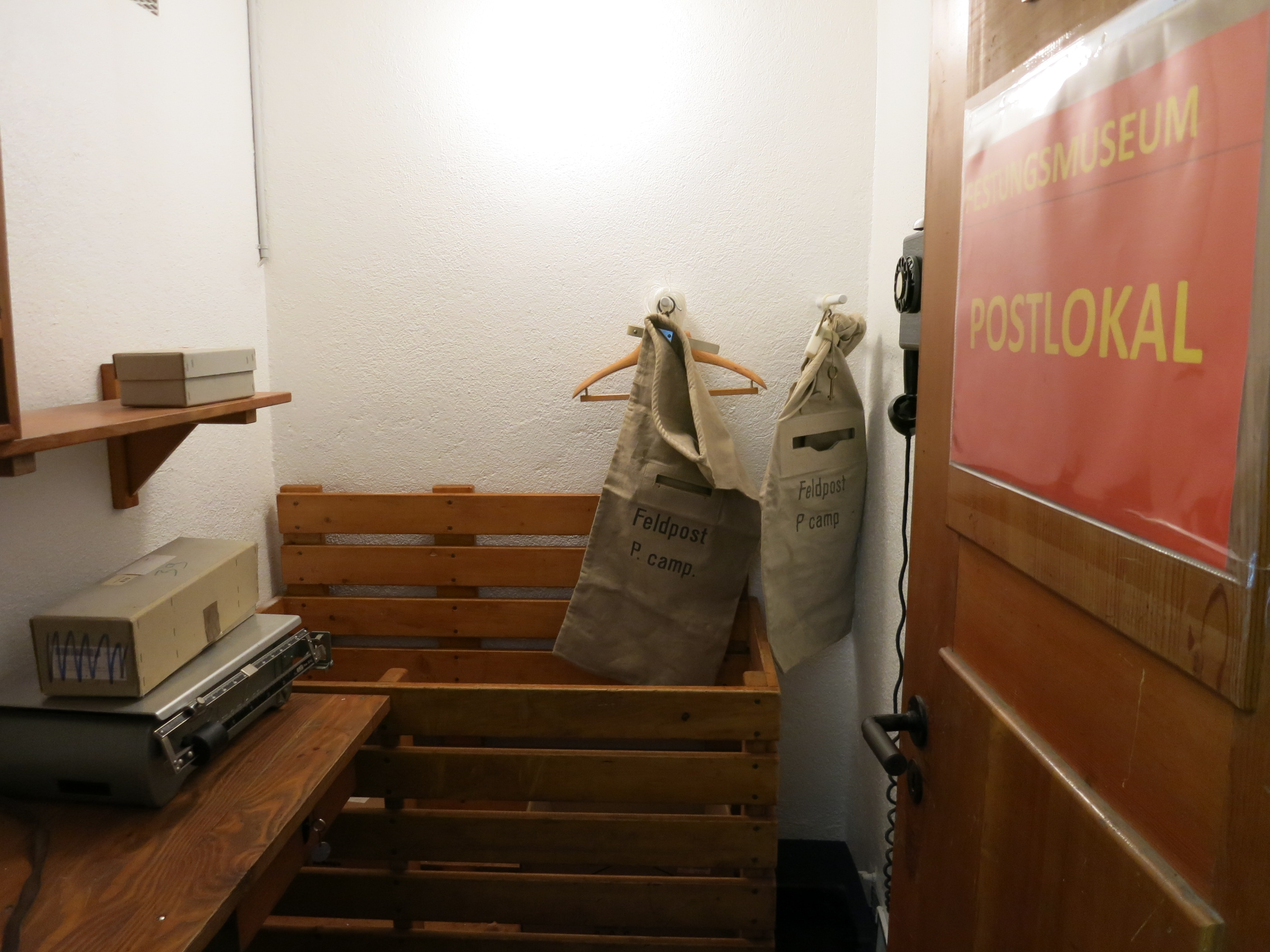
Postlokal im Artilleriewerk Naters VS

Durch die Truppenordnung von 1947 gab es neu 44 Feldposteinheiten. 1949 wurden die Feldpostoffiziere und -unteroffiziere hierarchisch den anderen Truppenteilen gleichstellt. Ab 1967 übernahm das sogenannte „Büro Schweiz“ als Telefonzentrale der Feldpost die Kommunikation zwischen Zivilpersonen und Armeeangehörigen, was die zeitintensive Telegrammzustellung massiv reduzierte. Soldaten konnten nun beispielsweise trotz Aufenthalt in abgelegenen Gegenden in Notfällen rasch erreicht werden. Im Zuge eines neuen Versorgungskonzepts wurden 1977 die bisherigen 48 Feldposteinheiten aufgelöst und dafür 28 ortsfeste Feldposteinheiten geschaffen. Diese Straffung hatte wesentliche Vorteile. So konnte auf kräfte- und zeitraubende Ortswechsel verzichtet werden, die Betriebsinfrastruktur wurde organisatorisch und betriebstechnisch optimiert und die Nach- und Rückschubwege verkürzten sich. Bis 1992 unterstand die Feldpost der PTT-Generaldirektion als „Sektion Feldpostdienst“. Nach der Aufteilung der PTT in die Swisscom und die Post, wurde die Feldpost letzterer zugewiesen. Mit der Einführung der Armee 95 wurden die 28 Feldposteinheiten in 22 Feldpostkompanien umgewandelt, von denen im Jahr 1999 sieben aufgehoben wurden. Im Zuge einer erneuten Neustrukturierung, der bis heute bestehenden Armee XXI, wurden die verbliebenen 15 Feldpostkompanien aufgelöst. An den Platz der Feldpostkompanien traten die Waffenplatzbüros und in Einzelfällen die zivilen Poststellen.
Bis heute ist der Versand von privaten Briefen und Paketen bis 5 kg an Armeeangehörige im Dienst sowie von diesen portofrei. Beliebt sind daher bei Wehrmännern die sogenannten „Fresspäckli“, die ihnen Angehörige in den Dienst schicken.

## Soldatenmarken

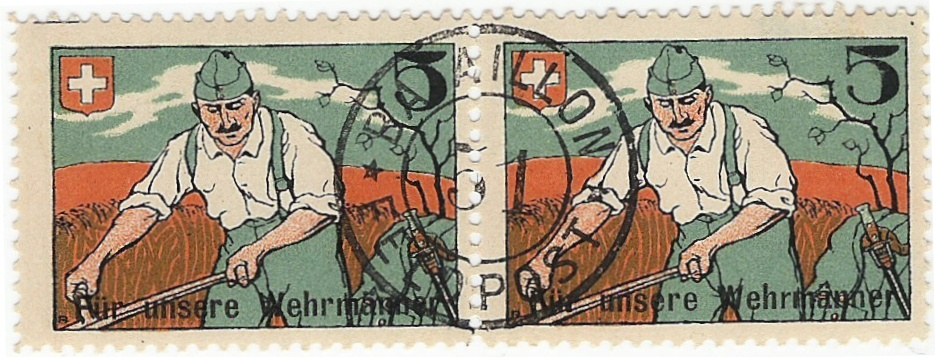
Soldatenmarke Erster Weltkrieg

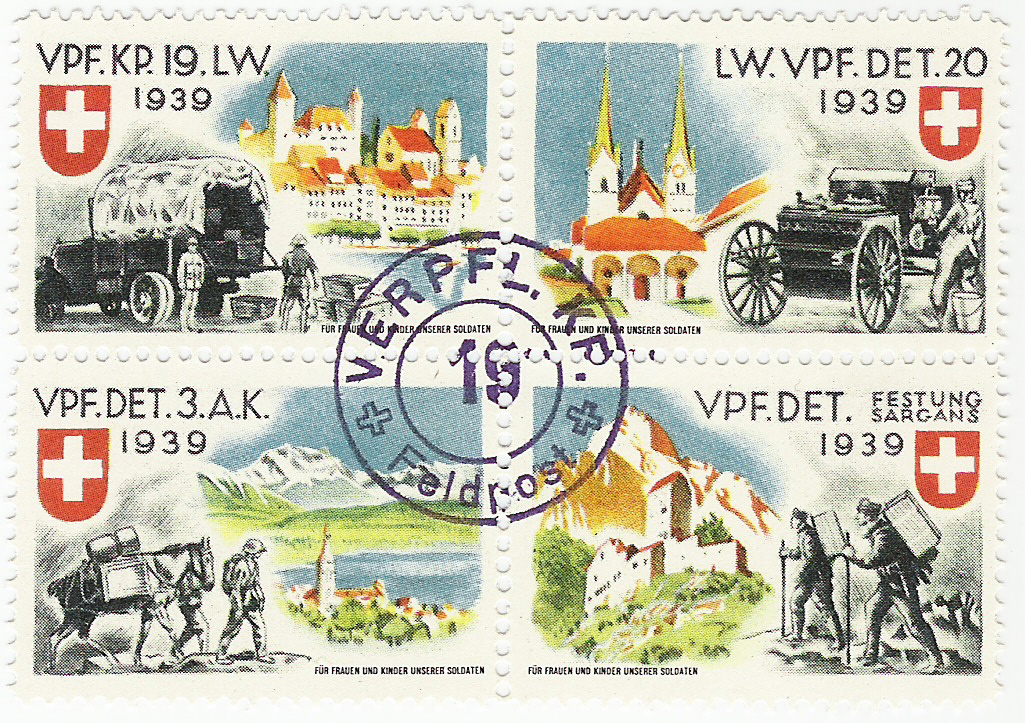
Soldatenmarke Zweiter Weltkrieg

Die ersten Schweizer Soldatenmarken erschienen bereits im Ersten Weltkrieg. Sie wurden von einzelnen Truppeneinheiten – meistens Kompanien – herausgegeben und waren ohne Taxwert, da die Feldpost taxfrei befördert wurde. Die Soldatenmarken hatten normalerweise keinen Taxaufdruck und mussten sich von den Postmarken unterscheiden. Der Erlös aus dem Verkauf der Soldatenmarken kam den von den Truppen gegründeten Fürsorgekassen für in Not geratene Wehrmänner zugute, da die Lohnausgleichkasse (Erwerbsersatzordnung) erst im Laufe des Zweiten Weltkrieges eingeführt wurde.
Jede Einheit konnte ihre eigene Marke mit ihrem spezifischen Sujet gestalten. Die so entstandenen kleinen Kunstwerke sind auch historisch wertvoll. Neben den Soldatenmarken wurden selber hergestellte Postkarten meist mit einem Motiv der Truppe hergestellt. Beide sind als Sammelgebiet bei Philatelisten beliebt. Es gibt umfassende Kataloge der Soldatenmarken des Ersten Weltkrieges (1914–1918) und des Zweiten Weltkrieges (1939–1945) sowie den Katalog Einheitskarten der beiden Weltkriege.
Der Verein Schweizer Armeemuseum (VSAM) betreut im Auftrag des Bundes eine Soldatenmarkensammlung. Er erfasst und dokumentiert alle bekannten Soldatenmarken. In seinen Info-Bulletins publiziert er regelmässig Beiträge über Soldatenmarken der Schweiz.